# タバコやの娘
タバコやの娘（たばこやのむすめ）は、1937年（昭和12年）7月に発売された歌謡曲（流行歌）で、喜劇俳優として人気があった岸井明と、童謡歌手から流行歌歌手に転向した平井英子とのデュエット曲である。
「煙草屋の娘」、「タバコ屋の娘」とも表記する。
作詞・薗ひさし、作曲・鈴木静一（作詞の「薗ひさし」は、鈴木静一のペンネーム）。本作は、当時盛んに作られた、コミックソングまたはナンセンスソングと呼ばれるジャンルの曲のひとつである。歌詞は8行の詩6節からなり長いものであるが、曲はピョンコ節の二部形式でかかれていて覚えやすいためヒット曲となった。

## 内容
歌詞の内容はタバコ屋の18歳の女性店員に片想いを寄せた低所得サラリーマンが、店員に会いたいがため頻繁にそのタバコ屋に通っていたが、やがて所持金に事欠きタバコを買いに行けなくなる。数日後に給与を得たサラリーマンがタバコを買いに店員のいるタバコ屋に行ったが、うれしさのあまり勢いで店のガラス戸を割ってしまうものの、店員はサラリーマンを咎めることなく「毎度ありがとう」と言い、サラリーマンは「いいえ、どう致しまして」と答えハッピー・エンドに終わるというものである。
メロディーは賛美歌"Shall We Gather at the River?"（「まもなくかなたの」）より一部流用されている。"Shall We Gather at the River?"は替え歌で広く一般に知られる「たんたんたぬきの…」の他、家電量販店ビックカメラや、大阪のカメラ店カメラのナニワ、アース製薬のアースゴキブリホウ酸ダンゴ、コンクゴキンジャム、「タモリの魔法瓶（象印みえ〜るポット）」などのCMソングやアニメ「Gilgamesh」などでも歌われている。

## カバー
- 佐川ミツオ・渡辺マリ[2][3] (1961年) - 「ゴンドラの唄」のB面、「煙草屋の娘」のタイトルで発売された[3]。1960年からはじまった歌謡曲のリバイバルブームの中、カバーされた[4]。

## 同名異曲
1941年（昭和16年）に発売された高峰秀子の「煙草屋の娘」は、作詞：清水みのる、作曲：米山正夫による歌謡曲で、本項の「タバコやの娘」とは同名異曲である。